# 真妻山
真妻山（まづまやま）は、和歌山県日高郡日高川町と印南町の境にある山。標高523.4m。
伊都の丹生に降臨した丹生都比売大神が遷座の地を探し求め、再び降臨したのが真妻山と伝えられる。「真妻」は丹生都比売大神の美称とされ、この地方の産土神として崇められたという。
低山ながら山容が美しく日高富士の別名がある。周辺では最も高いため山頂からの眺望も素晴らしく、登山者に人気がある。